# 3-メチル-1-ブタノール
3-メチル-1-ブタノール (3-methyl-1-butanol) とは、アルコールに分類される有機化合物の一種で、不快な臭いを持つ無色の液体である。イソアミルアルコール (isoamyl alcohol)、イソペンチルアルコール (isopentyl alcohol) の慣用名で呼ばれることが多い。単にアミルアルコールと呼ばれることもある。ペンタノールの異性体のひとつ。エタノール及びジエチルエーテルに極めて溶けやすく、水にやや溶けにくい。活性アミルアルコールとともにフーゼル油の主成分であり、毒性がある。
消防法に定める第4類危険物 第2石油類に該当する。

## 用途
沸点の高いアルコールとして、反応溶媒として使用される。また、アルカリ金属、アルカリ土類金属類の分析用分離抽出剤やゲルベル乳脂計を用いた乳脂肪分定量に用いられる。加えて、下記に示すエステル誘導体の原料として用いられる。
多くの食品に含まれ、微量ではウイスキー様の香気を有する。食品添加物（食品用香料）として認められている。

## 誘導体
酢酸イソアミル、安息香酸イソアミルは香料として用いられる。
亜硝酸イソアミルは狭心症薬や、シアン化物解毒剤として用いられる。